# جوی برگ
جوی برگ (انگلیسی: Joey Bragg؛ زادهٔ ۲۰ ژوئیهٔ ۱۹۹۶) بازیگر سینما، بازیگر تلویزیون و کمدین اهل ایالات متحده آمریکا است.
از فیلم‌ها یا برنامه‌های تلویزیونی که وی در آن نقش داشته‌است می‌توان به لیو و مدی اشاره کرد.